# Чорнояріє
Чорноя́ріє (рос. Черноярие, марій. Черноярие) — присілок у складі Юринського району Марій Ел, Росія. Входить до складу Мар'їнського сільського поселення.

## Населення
Населення — 14 осіб (2010; 20 у 2002).
Національний склад (станом на 2002 рік):
- росіяни — 100 %